# Atelopus carauta
Atelopus carauta é uma espécie de sapo da família Bufonidae. Ele é endêmico na Colômbia. Seu habitat natural são as florestas úmidas das montanhas em áreas tropicais e subtropicais e os rios. Está ameaçado pela perda do seu habitat.